# Portrait de mon père
Portrait de mon père est une huile sur toile de Salvador Dalí peinte en 1925 et exposée au  musée national d'Art de Catalogne.

## Histoire
Dalí réalisa sa première exposition à la Galerie Dalmau à Barcelone en 1925 avant son premier voyage à Paris où il rencontra le surréalisme. Une des peintures les plus importantes de cette exposition, et considérée comme l'une des meilleures de sa jeunesse, est celle du portrait de son père. Dalí concentra dans l'expression sévère du visage, et spécialement dans le regard incisif et pénétrant, la forte personnalité du père, notaire à Figueres, avec qui il maintenait une relation difficile. 
La domination technique du jeune peintre peut s'apprécier dans les profils dessinés avec netteté, le traitement de la lumière et des ombres ou dans la puissance expressive des tonalités sombres.

## Expositions
- 1925, Barcelone, Galeries Dalmau[2]
- 1962, Madrid, Casón del Buen Retiro[3]
- 1964, Tokyo, Tokyo Prince Hotel Gallery[4]
- 1979, Paris, centre Georges Pompidou, musée national d'Art moderne[5]
- 1983, Madrid, musée espagnol d'Art contemporain[6]
- 1985, Londres, Hayward Gallery[7]
- 1986, Lausanne, Fondation de l'Hermitage[8]
- 1987, Kōbe, musée préfectoral d'Art moderne de Hyogo[9]
- 1987, Barcelone, Palau de la Virreina[10]
- 1989, Stuttgart, Staatsgalerie[11]
- 1989, Humlebaek, Louisiana Museum of Modern Art[12]
- 1994, Londres, Hayward Gallery[13]
- 1998, Liverpool, Tate Gallery Liverpool[14]
- 2004, Venezia, Palazzo Grassi[15]
- 2007, Londres, Tate Modern[16]
- 2007, Madrid, Musée Thyssen-Bornemisza - Fundación Caja Madrid[17]